# Новотроицкое сельское поселение (Тюменская область)
Новотроицкое се́льское поселе́ние — муниципальное образование в Нижнетавдинском районе Тюменской области Российской Федерации.
Административный центр — село Киндер.

## История
Статус и границы сельского поселения установлены Законом Тюменской области от 5 ноября 2004 года № 263 «Об установлении границ муниципальных образований Тюменской области и наделении их статусом муниципального района, городского округа и сельского поселения».

## Население
| 2010  | 2011  | 2012  | 2013  | 2014  | 2015  | 2016  |
| ----- | ----- | ----- | ----- | ----- | ----- | ----- |
| 1202  | →1202 | ↘1193 | ↘1167 | ↘1158 | ↘1136 | ↘1114 |
| 2017  | 2018  | 2019  | 2020  | 2021  |       |       |
| ↗1116 | ↘1080 | ↘1054 | ↘1031 | ↘977  |       |       |

## Состав сельского поселения
| № | Населённый пункт | Тип населённого пункта       | Население |
| - | ---------------- | ---------------------------- | --------- |
| 1 | Байкал           | деревня                      | 99        |
| 2 | Ивашкина         | деревня                      | 30        |
| 3 | Иска-Чебаково    | деревня                      | 5         |
| 4 | Киндер           | село, административный центр | 331       |
| 5 | Маслянка         | деревня                      | 19        |
| 6 | Новоникольская   | деревня                      | ↘0        |
| 7 | Новотроицкое     | село                         | 286       |
| 8 | Паченка          | село                         | 169       |
| 9 | Тукман           | посёлок                      | 263       |